# Gura Văii - Vârciorova
Gura Văii - Vârciorova este o arie protejată de interes național ce corespunde categoriei a IV-a IUCN (rezervație naturală de tip floristic) situată în județul Mehedinți, pe teritoriul administrativ al orașului Drobeta Turnu-Severin.

## Localizare
Aria naturală  se află în partea sud-vestică a județului Mehedinți  (în Podișul Getic, pe malul stâng al Dunării în Munții Almăjului și Locvei), pe teritoriul nord-vestic al satului Gura Văii, lângă drumul național DN6 care leagă municipiul Drobeta Turnu-Severin de orașul Caransebeș, în apropierea rezervațiilor naturale Cracul Crucii și Cracul Găioara.

## Descriere
Rezervația naturală  a fost declarată arie protejată prin Legea Nr.5 din 6 martie 2000, publicată în Monitorul Oficial al României, Nr. 152 din 12 aprilie 2000 (privind aprobarea Planului de amenajare a teritoriului național - Secțiunea a III-a - zone protejate) și se întinde pe o suprafață de 305 hectare. 
Aria protejată este inclusă în Parcul Natural Porțile de Fier și reprezintă o zonă cu rol de protecție pentru mai multe specii floristice rare, unele aflate pe Lista roșie a IUCN.

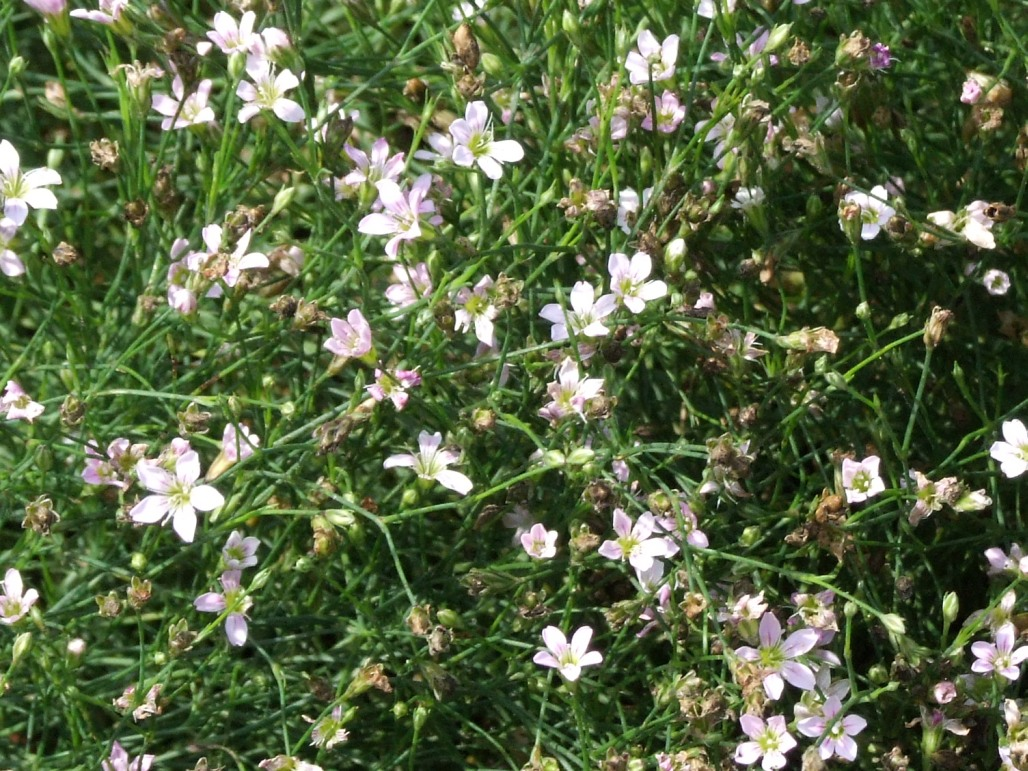
Cămaşa romanilor (Tunica saxifraga)

Flora este constituită dintr-o mare varietate de arbori și arbusti cu specii de gârniță (Quercus frainetto), gorun auriu (Quercus delacamphii), stejar (Quercus vergiliana), vișin turcesc (Prunus mahalaeb), gherghinar (Crataegus pentagyna), păducel negru (Crataegus nigra), scumpie (Cotinus coggygria), alun (Corylus colurna) sau smochin (Ficus carica).
La nivelul ierburilor sunt întâlnite specii floristice rare (unele endemice), astfel: unghia ciutei (Ceterach officinarum), mărarul Porților de Fier (Cachrys ferulacea), garofițe din speciile Dianthus banaticus și Dianthus variciorovensis, feriga cazanelor (Cheilanthes marantae), cămașa romanilor (Petrorhagia saxifraga, sinonim - Tunica saxifraga), o subspecie de lumânărică (Verbascum vârciorovae), sipică (Cephalaria uralensis var. multifida) sau mierluță (Minuartia capillacea)